# غوس إيكن
غوس إيكن (بالإنجليزية: Gus Aiken)‏ هو عازف جاز أمريكي، ولد في 26 يوليو 1902 في تشارلستون في الولايات المتحدة، وتوفي في 1 أبريل 1973 في نيويورك في الولايات المتحدة.

## وصلات خارجية
- غوس إيكن على موقع ميوزك برينز (الإنجليزية)
- غوس إيكن على موقع أول ميوزيك (الإنجليزية)
- غوس إيكن على موقع ديسكوغز (الإنجليزية)